# Pak Song-chol (football, 1987)
Pour les articles homonymes, voir Pak Song-chol.
Pak Song-chol est un joueur nord-coréen de football, évoluant au poste de milieu de terrain au sein du club de Rimyongsu SC.

## Biographie
Pak n'a pour l'instant porté les couleurs que d'un seul et même club, Rimyongsu SC. Son palmarès est vierge en club.
Il fait partie du groupe convoqué par Jo Tong-sop afin de participer à la phase finale de la Coupe du monde de football des moins de 20 ans 2007, disputée au Canada. Le parcours des jeunes Nord-Coréens s'arrête à l'issue du premier tour, après deux nuls face au Panama et la République tchèque et une défaite contre l'Argentine, futur vainqueur de la compétition.
Sa première sélection en équipe nationale a lieu la même année, en 2007. Il va se faire remarquer lors de l'AFC Challenge Cup 2008 en Inde puisqu'il inscrit six buts en phase finale, dont un triplé face à la Birmanie en match pour la troisième place. Cette performance lui permet d'obtenir le trophée de meilleur buteur de la compétition. Il réussit à inscrire deux autres buts lors de l'édition 2010 au Sri Lanka, remportée par les Chollimas.
Deux ans plus tard, il inscrit une nouvelle ligne à son palmarès puisque la Corée du Nord conserve l'AFC Challenge Cup, après sa victoire en finale contre le Turkmenistan. 
Il fait partie du groupe ayant participé à la campagne éliminatoire pour la phase finale de la Coupe du monde 2014, sans parvenir à se qualifier pour le Brésil.

## Palmarès
- AFC Challenge Cup :
  - Vainqueur en 2010 et 2012
  - 3e en 2008

- Meilleur buteur de l'AFC Challenge Cup 2008 avec 6 buts